# لکه قهوه‌ای برگ برنج
لکه قهوه‌ای برگ برنج (نام علمی: Cochliobolus miyabeanus) نام یک گونه از رده دوثیدئومیستس است.